# Alginet
Alginet település Spanyolországban, Valencia tartományban. Alginet Alfarp, Algemesí, Almussafes, Carlet, Guadassuar, Sollana és Benifaió községekkel határos. Lakosainak száma 14 652 fő (2024).

## Népesség
A település lakosságának változását az alábbi diagram mutatja:
| Lakosok száma | 11 977 | 12 587 | 12 605 | 13 226 | 13 379 | 13 060 | 13 186 | 13 380 | 14 219 | 14 652 |
|               | 2001   | 2004   | 2007   | 2009   | 2012   | 2014   | 2017   | 2019   | 2022   | 2024   |